# Міста Монголії
|  | Службовий список статей, створений для координації робіт з розвитку теми. Це попередження не встановлюється на інформаційні списки і глосарії. |

- Улан-Батор
- Хархорін (Harhorin)
- Чойбалсан (Баян-Тумен до 1941 р.)
- Ерденет
- Дархан
- Мурен
- Налай
- Баянхонгор
- Улий
- Кобдо
- Арвайхер
- Улаангом
- Багануур
- Цецерлег
- Сухе-Батор
- Даландзадгад
- Сайншанд
- Зуунехараа
- Улясутай
- Ундерхан
- Алтай
- Баруун-Урт
- Зуунмод
- Замин-Ууде
- Булган
- Мандалговь
- Чойр
- Каракорум
- Бор-Ундер
- Шарингол
- Тосонценгел